# Ducado de Marchena
El ducado de Marchena es un título nobiliario español con grandeza de España. Fue concedido con dicha grandeza por el rey Alfonso XII, mediante Real Decreto del 4 de abril de 1885 y Real Despacho del 30 de julio del mismo año,  a favor de su primo carnal Francisco María Isabel de Borbón y Borbón (1861-17 de noviembre de 1923), caballero del Toisón de Oro y maestrante de Valencia.
El concesionario era hijo primogénito de los infantes de España Sebastián Gabriel de Borbón y Braganza, infante también de Portugal, gran prior de Castilla y León de la Orden de San Juan de Jerusalén, y María Cristina de Borbón y Borbón, su segunda mujer, hermana del rey Francisco de Asís. Los cinco hijos de este matrimonio —todos varones— eran por nacimiento hábiles para suceder a la Corona de España, salvo el menor: Gabriel Jesús (1869-1889), sordomudo desde su nacimiento y que murió joven. Pero no gozaron de la dignidad de infantes ni del tratamiento de Alteza Real por haberlo dispuesto así la reina Isabel II al aprobar el casamiento de sus padres. Los motivos eran en parte económicos, pues la vasta fortuna particular de don Sebastián Gabriel era suficiente para asegurarles un digno sustento, y así se ahorraba esta carga a las arcas del Estado. Tres de ellos fueron agraciados con grandezas de España hereditarias: el primogénito recibió la merced de que tratamos, Pedro de Alcántara (1862-1892) el ducado de Dúrcal (1885), y Luis de Jesús (1864-1889) el ducado de Ánsola (1887). Y el cuarto hermano, Alfonso María (1866-1934), rechazó un título ducal que se le ofreció. Ninguno de ellos contrajo matrimonio dinástico, por lo que sus descendientes quedaron privados de derechos sucesorios a la Corona.
La denominación de este ducado alude a la villa y municipio andaluz de Marchena, en la provincia de Sevilla.
La v y actual duquesa de Marchena es María Cecilia Walford Hawkins y de Borbón (n. 1940), v duquesa de Ánsola y hermana mayor del iv duque, Juan Jacobo Walford Hawkins y de Borbón (n. 1941), al que sucedió tras un pleito de mejor derecho nobiliario.

## Lista de duques de Marchena
|                          | Titular                                   | Periodo                  |
| Creación por Alfonso XII | Creación por Alfonso XII                  | Creación por Alfonso XII |
| ------------------------ | ----------------------------------------- | ------------------------ |
| i                        | Francisco María Isabel de Borbón y Borbón | 1885-1923                |
| ii                       | María Cristina de Borbón y Muguiro        | 1923-1981                |
| iii                      | Juan Jorge Walford y de Borbón            | 1981-1999                |
| iv                       | Juan Jacobo Walford Hawkins y de Borbón   | 2000-2022                |
| v                        | María Cecilia Walford Hawkins y de Borbón | 2022-hoy                 |

## Árbol genealógico
| Carlos III de España (1716-1788)                                            |                                                                             |                                                                             |                                                                             |                                                                             |                                                                             |  |  |                                                     |                                                     |                                                     |                                                     |                                                     |                                                     |  |  |  |  |  |  |
|                                                                             |                                                                             |                                                                             |                                                                             |                                                                             |                                                                             |  |  |                                                     |                                                     |                                                     |                                                     |                                                     |                                                     |  |  |  |  |  |  |
| Gabriel de Borbón, infante de España (1752-1788)                            |                                                                             |                                                                             |                                                                             |                                                                             |                                                                             |  |  |                                                     |                                                     |                                                     |                                                     |                                                     |                                                     |  |  |  |  |  |  |
|                                                                             |                                                                             |                                                                             |                                                                             |                                                                             |                                                                             |  |  |                                                     |                                                     |                                                     |                                                     |                                                     |                                                     |  |  |  |  |  |  |
| Pedro Carlos de Borbón, infante de España y Portugal (1786-1812)            |                                                                             |                                                                             |                                                                             |                                                                             |                                                                             |  |  |                                                     |                                                     |                                                     |                                                     |                                                     |                                                     |  |  |  |  |  |  |
|                                                                             |                                                                             |                                                                             |                                                                             |                                                                             |                                                                             |  |  |                                                     |                                                     |                                                     |                                                     |                                                     |                                                     |  |  |  |  |  |  |
| Sebastián Gabriel de Borbón, infante de España y Portugal (1811-1875)       |                                                                             |                                                                             |                                                                             |                                                                             |                                                                             |  |  |                                                     |                                                     |                                                     |                                                     |                                                     |                                                     |  |  |  |  |  |  |
|                                                                             |                                                                             |                                                                             |                                                                             |                                                                             |                                                                             |  |  |                                                     |                                                     |                                                     |                                                     |                                                     |                                                     |  |  |  |  |  |  |
| Francisco María de Borbón, i duque de Marchena (1861-1923)                  |                                                                             |                                                                             |                                                                             |                                                                             |                                                                             |  |  |                                                     |                                                     |                                                     |                                                     |                                                     |                                                     |  |  |  |  |  |  |
|                                                                             |                                                                             |                                                                             |                                                                             |                                                                             |                                                                             |  |  |                                                     |                                                     |                                                     |                                                     |                                                     |                                                     |  |  |  |  |  |  |
| María Cristina de Borbón, ii duquesa de Marchena (1889-1981)                |                                                                             |                                                                             |                                                                             |                                                                             |                                                                             |  |  |                                                     |                                                     |                                                     |                                                     |                                                     |                                                     |  |  |  |  |  |  |
|                                                                             |                                                                             |                                                                             |                                                                             |                                                                             |                                                                             |  |  |                                                     |                                                     |                                                     |                                                     |                                                     |                                                     |  |  |  |  |  |  |
| Juan Jorge Walford, iii duque de Marchena (1912-1999)                       |                                                                             |                                                                             |                                                                             |                                                                             |                                                                             |  |  |                                                     |                                                     |                                                     |                                                     |                                                     |                                                     |  |  |  |  |  |  |
|                                                                             |                                                                             |                                                                             |                                                                             |                                                                             |                                                                             |  |  |                                                     |                                                     |                                                     |                                                     |                                                     |                                                     |  |  |  |  |  |  |
|                                                                             |                                                                             |                                                                             |                                                                             |                                                                             |                                                                             |  |  |                                                     |                                                     |                                                     |                                                     |                                                     |                                                     |  |  |  |  |  |  |
| María Cecilia Walford, v duquesa de Marchena, v duquesa de Ánsola (n. 1940) | María Cecilia Walford, v duquesa de Marchena, v duquesa de Ánsola (n. 1940) | María Cecilia Walford, v duquesa de Marchena, v duquesa de Ánsola (n. 1940) | María Cecilia Walford, v duquesa de Marchena, v duquesa de Ánsola (n. 1940) | María Cecilia Walford, v duquesa de Marchena, v duquesa de Ánsola (n. 1940) | María Cecilia Walford, v duquesa de Marchena, v duquesa de Ánsola (n. 1940) |  |  | Juan Jacobo Walford, iv duque de Marchena (n. 1941) | Juan Jacobo Walford, iv duque de Marchena (n. 1941) | Juan Jacobo Walford, iv duque de Marchena (n. 1941) | Juan Jacobo Walford, iv duque de Marchena (n. 1941) | Juan Jacobo Walford, iv duque de Marchena (n. 1941) | Juan Jacobo Walford, iv duque de Marchena (n. 1941) |  |  |  |  |  |  |
| María Cecilia Walford, v duquesa de Marchena, v duquesa de Ánsola (n. 1940) | María Cecilia Walford, v duquesa de Marchena, v duquesa de Ánsola (n. 1940) | María Cecilia Walford, v duquesa de Marchena, v duquesa de Ánsola (n. 1940) | María Cecilia Walford, v duquesa de Marchena, v duquesa de Ánsola (n. 1940) | María Cecilia Walford, v duquesa de Marchena, v duquesa de Ánsola (n. 1940) | María Cecilia Walford, v duquesa de Marchena, v duquesa de Ánsola (n. 1940) |  |  | Juan Jacobo Walford, iv duque de Marchena (n. 1941) | Juan Jacobo Walford, iv duque de Marchena (n. 1941) | Juan Jacobo Walford, iv duque de Marchena (n. 1941) | Juan Jacobo Walford, iv duque de Marchena (n. 1941) | Juan Jacobo Walford, iv duque de Marchena (n. 1941) | Juan Jacobo Walford, iv duque de Marchena (n. 1941) |  |  |  |  |  |  |
| Elena Finat y Walford (n. 1962)                                             |                                                                             |                                                                             |                                                                             |                                                                             |                                                                             |  |  |                                                     |                                                     |                                                     |                                                     |                                                     |                                                     |  |  |  |  |  |  |
|                                                                             |                                                                             |                                                                             |                                                                             |                                                                             |                                                                             |  |  |                                                     |                                                     |                                                     |                                                     |                                                     |                                                     |  |  |  |  |  |  |
| Enrique Nieto y Finat (n. 1991)                                             |                                                                             |                                                                             |                                                                             |                                                                             |                                                                             |  |  |                                                     |                                                     |                                                     |                                                     |                                                     |                                                     |  |  |  |  |  |  |